# Dazhu
För andra betydelser, se Dazhu (olika betydelser).
Dazhu, tidigare stavat Tachu, är ett härad som lyder under Dazhous stad på prefekturnivå i Sichuan-provinsen i sydvästra Kina.